# Radschab Ali Mansur

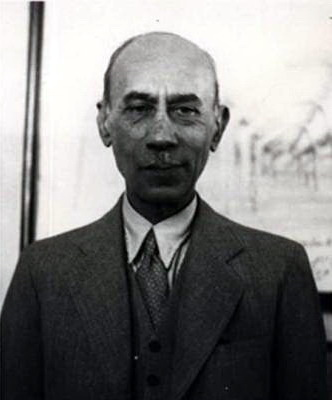
Radschab Ali Mansur

Radschab Ali Mansur (Mansur al Molk) (persisch ارجبعلی منصورا; * 1895 in Teheran; † 8. Dezember 1974 ebenda) war ein iranischer Politiker, Minister und Premierminister.

## Leben
Radschab Ali Mansur stammte aus einer prominenten iranischen Familie. Er war Außenminister im Jahr 1916 im Kabinett von Premierminister Hassan Vosough unter der Regentschaft von Ahmad Schah Kadschar und später Gouverneur von Aserbaidschan. Unter Reza Schah Pahlavi war Mansur als Minister für Öffentliche Bauten im Kabinett von Premierminister Mahmud Dscham maßgeblich am Bau der Transiranischen Eisenbahn beteiligt. Auch der Bau der berühmten Tschalus-Autobahn von Teheran ans Kaspische Meer geht auf Mansur zurück. Der Bau dieser Straße sollte Mansur in arge Bedrängnis bringen. 1936 wurde Radschab Ali Mansur wegen finanzieller Unregelmäßigkeiten beim Bau der Autobahn angeklagt. Das Parlament hob seine Immunität als Minister auf und Mansur stand im Zentrum eines riesigen Skandals. Am Ende des Gerichtsverfahrens stellte sich seine Unschuld heraus. Mansur wurde vollständig rehabilitiert und als Minister für Industrie und Bergbau wieder ins Kabinett von Premierminister Mahmud Dscham aufgenommen. Zwei Jahre später, im Juni 1940, wurde Radschab Ali Mansur Premierminister.
Die Amtszeit von Radschab Ali Mansur sollte allerdings nur etwas mehr ein Jahr dauern. Nachdem am 25. August 1941 britische und russische Truppen im Rahmen der anglo-sowjetischen Invasion Irans einmarschierten, sah sich Mansur am 28. August 1941 zum Rücktritt gezwungen. Reza Schah verdächtigte Mansur in der Phase der Vorbereitung der Invasion mit den Briten zusammengearbeitet zu haben. Ein Jahr nach der erfolgreichen Invasion erhielt Mansur auf Vorschlag der britischen Botschaft in Teheran den Order of the British Empire, was den Verdacht eine Zusammenarbeit mit den Briten weiter erhärtete. Mansur galt daher in den politischen Kreisen des Iran als ausgesprochen pro-britisch.
Im Februar 1942 übernahm Mansur das Amt eines Gouverneurs von Chorasan. Es sollte dann noch weitere acht Jahre dauern, bis Radschab Ali Mansur am 28. März 1950 ein weiteres Mal Premierminister wurde. Iran stand vor dem wirtschaftlichen Bankrott und Premierminister Mohammad Sa'ed Maraghei hatte sich an den Botschafter der USA gewandt und nach finanzieller Unterstützung durch die USA für die dringend benötigte Infrastrukturinvestitionen im Bereich der Landwirtschaft, des Straßenbaus und des Baus von Flughäfen angefragt. Am 27. Mai 1949 hatte sich Außenminister Ala ein weiteres Mal an die Regierung der USA wegen finanzieller Hilfe gewandt. Es ging um ein Darlehn von 500 Mio. Dollar. Doch die USA lehnten ab. Am 26. Januar 1950 unternahm Außenminister Hossein Ala einen weiteren Versuch, endlich eine substantielle finanzielle Unterstützung zum Aufbau des Landes aus den USA zu bekommen. Auch dieses Mal stieß man auf Ablehnung, so dass Premierminister Maraghei im März 1950 zurücktrat, der er keine Möglichkeit sah, das von ihm geplante Aufbauprogramm ins Werk zu setzen.
Radschab Ali Mansur wurde am 28. März 1950 zum Premierminister gewählt. Dank seiner guten politischen Verbindungen zu den Briten hatte er die Möglichkeit in Aussicht gestellt, finanzielle Unterstützung für Iran aus England zu bekommen. Es stellte sich allerdings schnell heraus, dass die Verdienste Mansurs aus dem Jahr 1941, die ihm einen britischen Orden eingebracht hatten, im Jahr 1950 nicht mehr zählten. Die Briten betrachteten Mansur als Mann „mit gewissen Schwächen“. In einem internen Bericht wurde er als „opiumsüchtig“ und „in hohem Maße bestechlich“ eingestuft. Nach nur drei Monaten sah Mansur ein, dass er den Wert seiner Beziehungen zu den Briten völlig überschätzt hatte und trat von dem Posten des Premierministers zu Gunsten von General Ali Razmara zurück.
Die restlichen Jahre seiner beruflichen Laufbahn verbrachte Radschab Ali Mansur als iranischer Botschafter im Vatikan und in der Türkei.
Radschab Ali Mansur war verheiratet und hatte einen Sohn, Hassan Ali Mansur, der von 1963 bis 1965 ebenfalls Premierminister Irans werden sollte.